# Глотай
«Глотай» (англ. Swallow) — психологический драматический триллер 2019 года, созданный при совместном производстве США и Франции. Является дебютным полнометражным фильмом режиссёра Карло Мирабелла-Дэйвиса, он же является сценаристом. Главную роль сыграла американская актриса Хейли Беннетт. Центральной фигурой картины выступает молодая домохозяйка Хантер, у которой после известия о беременности проявляется патологическая тяга к глотанию декоративных предметов быта.
Мировая премьера состоялась 28 апреля 2019 года на кинофестивале «Трайбека» (США). В России фильм стартовал в марте 2020 года, показ был ограничен онлайн-кинотеатрами. Фильм также был представлен к показу на кинофестивалях Франции, Германии, США, Канады, и во многих других странах мира, и был удостоен наград Fantasia, Brooklyn Horror Film Festival. Фильм получил положительные отзывы кинокритиков.

## Сюжет
Хозяйка дома Хантер встречает новый день, любуясь видом озера у подножья холма, вдыхая горячий аромат утреннего кофе. Наслаждение идеальной жизнью, в классическом понимании: дом на холме, вдали от городской суеты, молодой красивый муж Риччи — сын состоятельных родителей, с довольно большим капиталом, только что получил повышение, она — привлекательная молодая женщина, аккуратная, ухоженная, зеленоглазая блондинка, трепетно относящаяся к своим идеально уложенным волосам и стрижке каре, часто поправляющая их снизу лёгким движением руки.
Вечером состоялся званый ужин, на котором отец семейства объявляет об очередной заслуге сына — повышении в компании, главой которой он является. К столу подаётся сочно прожаренный барашек, пойманный утром в стойле, которое содержат при доме. По шкурке и плотным размерам видно, что средств на содержание барашков не жалеют, от чего они становятся только вкуснее.
Спустя несколько дней после ужина Хантер узнаёт, что беременна. Однако вместо радости её охватывает чувство тревоги, которое внешне она никак не выражает. Тем временем Риччи сообщает эту чудесную новость своим родителям, которые приглашают их в ресторан отметить это событие. В ресторане семья Риччи тепло вспоминает и шутливо рассказывает о его детстве. Однако когда Риччи, застыдившись некоторых подробностей, сообщает семье, что Хантер тоже была странным ребёнком, и просит её рассказать «ту историю о мужчине на обочине», который слал всем воздушные поцелуи, отец Риччи перебивает Хантер в самом начале истории и семья продолжает обсуждать дела фирмы. Хантер останется наедине со своим неловким молчанием, и именно в этот момент она замечает, что лёд, которым наполнен стакан перед ней, имеет замысловатую текстуру и ей безумно хочется положить его в рот. Не справившись со своим желанием, она пальцами достаёт из бокала кубик льда и съедает его.
Мать Риччи приходит навестить Хантер и дарит ей книгу, сообщая, что читала её во время беременности. От приглашения остаться на ужин свекровь отказывается, при этом бестактно сообщая, что Хантер будет лучше с длинными волосами, поскольку Риччи любит девушек такого типажа. В процессе чтения книги Бинга Родена «Способность радоваться» Хантер читает фразу следующего содержания: «Старайтесь каждый день делать что-то неожиданное, не бойтесь удивлять», что порождает в ней очередной всплеск неординарного желания вкусить инородный предмет. Хантер сначала долго изучает декоративный стеклянный шарик, а затем глотает его, ощутив некоторое психологическое удовлетворение. Желание глотать предметы постепенно усугубляется, она начинает глотать опасные и причиняющие ей боль мелкие вещи. Но вскоре её тайна вскрывается. На УЗИ доктор сообщает ей и её мужу, что видит некое инородное тело во внутренних органах. Её срочно госпитализируют и Хантер попадает на хирургический стол, где с помощью гастротрубки и специальных щипцов из её желудка достают разные мелкие предметы обихода, от напёрстка до булавки.
Семья Риччи в панике. Хантер беременна, она должна родить им ребёнка. Сам Риччи сообщает ей, что о таких вещах необходимо предупреждать до свадьбы. Отец Риччи совместно со своим сыном ведёт Хантер к психологу. В процессе лечения Хантер сообщает психологу тайну своего рождения: она – результат изнасилования, а предметы она глотает для того, чтоб ощутить утерянный в ее жизни контроль. К Хантер приставляют смотрителя — беженца из Сирии, который сперва говорит ей, что на войне у неё не было бы таких проблем, но впоследствии проникается к девушке, жалеет её, и даже помогает ей бежать, когда, вследствие нарушения психологом врачебной этики, её муж узнаёт о тайне рождения Хантер, и она глотает кухонный винт. Однако Хантер удаётся спасти, после чего родители мужа и он сам решают отправить её в лечебницу, однако перед самым отъездом она сбегает. Хантер бежит от мужа, от его семьи, от жизни, в которой она всего лишь предмет обихода. Набрав полные карманы земли, она заселяется в мотель и с удовольствием ест её горстями, после чего засыпает спокойным сном. Хантер звонит своей матери в поисках утешения и возможности остаться у неё, но мать не готова её ни принять, ни выслушать. Тогда героиня находит своего настоящего отца Эрвина, застав его день рождения в кругу семьи. Оставшись наедине с Хантер, отец рассказывает ей о мотивах своего поступка — о желании быть сильным и особенным и о том, как тяжело ему было в тюрьме, что полностью изменило его самовосприятие. Заканчивает он свою речь словами, что она – это не он, и вины её в случившимся нет. Хантер отправляется к гинекологу, где получает лекарства, вызывающие медикаментозный аборт, и выпивает их. Последняя сцена в туалете торгового центра: Хантер выходит из кабинки и стоит перед зеркалом, на лице её едва заметная улыбка.

## В ролях
| актёр           | роль                      |
| --------------- | ------------------------- |
| Остин Стоуэлл   | Риччи Конрад (муж)        |
| Хейли Беннетт   | Хантер Конрад (жена)      |
| Элизабет Марвел | Кэтрин Конрад (мать мужа) |
| Дэвид Раш       | Майкл Конрад (отец мужа)  |